# Sweet kindness
Sweet kindness is een compositie van de Deense componist Anders Nordentoft.
Het werk werd onder de titel Light imprisoned (Gevangen licht) geschreven voor de cellist Henrik Brendstrup en het Athelas Sinfonietta, die het ook als eersten uitvoerden op 11 mei 1996 in de concertzaal behorende bij pretpark Tivoli. Dirigent was destijds Jan Latham-Koenig. Nordentoft duidde het als een celloconcert. Hij omschreef het als een klaaglied voor cello tussen twee cadenzen in. Het klaaglied zit als gevangen tussen twee tralies. Het werk begint met een lage G, waarop het ook eindigt.  
Orkestratie:
- solocello
- 1 dwarsfluit, 1 hobo, 1 klarinet, 1 fagotten
- 1 hoorn, 1 trompet, 1 trombones,  0 tuba
- 1 man/vrouw percussie, piano
- 2 violen, 1 altviolen, 1 celli, 1 contrabassen